# Ligne de chemin de fer Lucainena de las Torres - Agua Amarga

## La compagnie de la Ligne de chemin de fer Lucainena de las Torres - Agua Amarga
Cela a été l'une des plus belles réussites de l'exploitation minière à Almeria grâce à une bonne planification et investissement. La ligne issue des mines dans le village de Lucainena de las Torres (dans les montagnes de la Sierra Alhamilla) jusqu’à la côte à Agua Amarga pour acheminement par bateau. 
Un consortium, la Compagnie minière de la Sierra Alhamilla (CMSA) a été créée pour exploiter les gisements de minéraux. Il se composait d'un certain nombre d'ingénieurs miniers, des gestionnaires et des investisseurs de capital-risque. Ces personnes avait déjà formé ou ayant appartenu à des entreprises prospères dans la région basque de l'Espagne. Au moins l'un d'eux, Juan Luis Lecoq, a participé à la construction de la Great Southern Of Spain Railway (GSSR). Un autre, Herman Borner apparaît dans les histoires de Baños et les lignes Almagrera. Toutefois, après des désaccords financiers, Borner a été renvoyé de la CMSA. 
Les mines étaient à 30 km de la mer, un câble aérien ou un chemin de fer était nécessaire. Étant donné le terrain, un câble aurait été plus facile, mais il avait un long chemin et la fiabilité aurait pu être un problème donc le chemin de fer fut choisi. 
Il y avait plusieurs voies possibles, chacun d'entre eux impliquant de passer par des gorges escarpées. L'une a été choisi juste à gauche du petit village d'Agua Amarga (ce qui signifie eau amère, un reflet de la qualité de ce liquide des puits là-bas). 
En 1895, un arrêté royal accorde la concession pour un chemin de fer de 99 ans. Les travaux ont commencé et la ligne a été achevée en 1896. En même temps, il a été constaté que le minerai de fer contenait du carbonate de fer. Celui-ci devait donc être brûlé dans des fours pour enlever les impuretés. 
En 1898, la ligne supérieure a été prolongée. Dans le même temps, un plan incliné a été construit et un autre plus tard. En outre, deux fours ont été construits et un plan incliné construit pour se connecter avec eux. 
Le minerai a été, disponible d'abord dans des mines à ciel ouvert. Celles-ci ont été rapidement épuisées et des tunnels et des galeries ont été construits. Les travaux ont commencé au niveau supérieur et se sont peu à peu épuisés, après avoir dans de nombreux cas, donné plus d'un million de tonnes de minerai. En 1900, cela a nécessité de plus en plus de travail a mesure que l'exploitation minière a progressé sur la montagne. Une trémie de 1500 tonnes a été construite à côté de la station de Lucainena de las Torres capable d'amener 1000 tonnes de minerai par jour. 
Un réseau de lignes à voie étroite ainsi que les divers plans inclinés ont été élargis par l'exploitation minière, jusqu’à que ce réseau atteigne environ 5 km de long. Le nombre de plans inclinés est passé à huit. Dans les mines les mules et les hommes tractaient les wagons. À l'échelon supérieur, il y avait des lignes exploitées pour certaines par des locomotives à vapeur. Des plans inclinés étaient exploités par l'électricité ou des moteurs à vapeur. À mesure que les travaux se sont déplacés vers le bas de la colline, les vieilles lignes ont été démantelées et on en a construit de nouvelles. Toutefois, le plan de la ligne principale est resté le long de fours. 
Le cheminement d’un morceau de minerai de fer pouvait être très complexe. 
Creusés et récupérés à partir de la roche - transportés dans des paniers à l'intérieur des mines - chargés sur un wagon - pris le long de la voie d'une mine à dos de mule - pris le long d'une voie en dehors de la machine à vapeur, peut-être aussi à un plan incliné - Mis dans un four - chauffés - pris et lavés - chargés dans un autre wagon sur un plan incliné - pris sur la ligne principale et chargés sur des camions - pris à Agua Amarga - mis sur un autre plan incliné et chargés dans une trémie - pris à la sortie du trémie de chargement et mis sur un autre wagon - poussés à la main jusqu’à la jetée – puis jetés dans la cale du navire! 
Et tout cela ne comprend pas les opérations arrivées à destination! 
La société a fait des progrès réguliers et a payé des dividendes jusqu'à ce qu’au début des années 1920 qui ont vu un accident dans le prix du minerai qui a causé beaucoup de désagréments à la Compagnie minière de la Sierra Alhamilla (CMSA). L'énorme trémie à Agua Amarga est restée pleine parce que personne ne voulait acheter. L'entreprise a fait une perte pour la première fois. Il y a eu un redressement à court terme mais à l'instar du Great Southern Of Spain Railway (GSSR), il n’a pas suffi et la fermeture est arrivée finalement en 1942. 

## Lucainena de las Torres
Ici se trouvaient les mines, une gare, des ateliers, des magasins, un générateur de vapeur à d'électricité (plus tard au diesel), le bureau de gestion et les magasins. Parmi les bâtiments de la station ont été les ateliers d'entretien, forge, chaudronnerie, la réparation, l'inspection de la fosse, et le stockage. Il ne reste quasiment rien aujourd'hui excepté la maison-mère de la société au centre.
Si vous cherchez la gare vers les mines, les voies ferrées ne sont visibles. Les premiers travaux ont été au sommet de la montagne vers la gauche. Le minerai tombait sur un énorme plan incliné, appelé le plan Burrucho. 
La maison du gestionnaire de la ligne de chemin de fer est toujours derrière la gare. Aujourd'hui, elle est utilisée comme une école de formation. 
Burrucho1
Le plan incliné passait tout droit de la montagne et près d’une maison blanche au début des travaux puis le cheminement a été modifié et il a été abandonné et une nouvelle station construite qui peut encore être vue aujourd'hui. 
Burrucho2 
Sur le côté gauche de la montagne. Au sommet sont les restes de la surface de chargement et, à droite des restes du premier fonctionnement. C'était les mines à ciel ouvert. 
Burrucho3 
Il s'agit d'un gros-plan du début du plan incliné. Une ligne à voie étroite courait le long du sommet de la montagne et fournissait le plan incliné. Il y a un tunnel. À gauche, se trouvent les ruines d'un bâtiment. 
Burrucho4 
Plus loin sur le sommet de la montagne ont été les rouages. Ils étaient reliés par une série de lignes de chemin de fer courtes et de plans inclinés. 
Fours à Lucainena de las Torres
Le plus remarquable vue aujourd'hui est la rangée de fours. Ici, le minerai était chauffé pour chasser les impuretés avant d'être expédié. 

## La ligne principale allant à Agua Amarga
À partir de la station de Lucainena de las Torres la ligne passait au-dessus d'une route par l'intermédiaire d'un passage à niveau. Celui-ci, était délimité par des chaînes mais qui ont été remplacées plus tard par des barrières. La ligne a commencé par la suite de la Rambla Alias (AKA Lucainenea la Rambla) sur le côté droit. Il y avait un certain nombre de petits cours d'eau qui étaient traversés par des ponts. 
Après un moment, la route traversait par la Rambla, près de Los Olvillos. Après quelques passages à niveau et inférieurs, on arrivait à la station Peralejos. 
Peu de temps avant de traverser la Rambla de nouveau l'entrée dans une ligne de 100 m de tunnel, le seul sur la ligne. Puis la ligne passait à gauche de la Rambla et se dirigeait vers la plaine de Nijar. 
Quelques kilomètres plus loin la ligne traversait la route principale à Almeria (maintenant l'autoroute), près de Venta del Pobre. La prochaine station était ici, appelé Camarillas (aujourd'hui détruite et qui a été recouverte par une usine). 
Arrivé là, la pente était devenue très douce comme la ligne avait traversé la plaine de Nijar. Il y avait une station de plus avant celle d'Agua Amarga, au hameau de La Palmerosa. 
L'emplacement exact de la station Palmerosa n'a pas encore été retrouvé, mais ce devait être au plus près, en face de la ferme de La Palmerosa. Un pont traversait la Rambla. La vue depuis le pont menait vers Lucainena de las Torres. 
Quatre points de vue de la chemin de La Palmerosa vers Agua Amarga. La ligne traversait plusieurs digues et les boutures ici. 
Vers la direction d'Agua Mesa Roldan
Plus près de Agua Amarga la ligne avait une pente légère. Sur la gauche, Agua Amarga, sur la droite, le plat haut de la Mesa Roldan dans le lointain. 
Pour l'approche finale à Agua Amarga la ligne était plate à partir du chemin juste avant qu'elle n'atteigne le Cargadero (derrière). Le point de vue éloigné était celui de la Sierra Alhamilla où est situé Lucainena de las Torres à environ 30 km (par chemin de fer). 

## Agua Amarga
Celles-ci ont été construites en tirant parti de la Calareno Barranco en pente qui descend du Nijar Palain à la mer. D'énormes dépôts y ont été construits. Ils ont été coniques avec une capacité de 45 000 tonnes. Il y avait aussi les dépôts auxiliaires souterrains construits sur la partie droite des pistes. 
La ligne principale se terminait à 80 m au-dessus du niveau de la mer. Au sommet, la ligne se divisait. Une branche continuait le long du bord de la Barranco. Son but était relier les trémies souterraines auxiliaires par l'intermédiaire de petites voies à la gauche du train. Elle était également liée à un plan incliné qui arrivait à Agua Amarga. Ce plan incliné fournissait du charbon pour les fours, le bois pour le chauffage, les machines, les denrées alimentaires et autres biens essentiels pour les mineurs. Tout a été alimenté par les navires amarrés à proximité de la côte. Au bas était les magasins de fioul pour les générateurs de Lucainena de las Torres. 
La deuxième branche continuait le long du Barranco par le biais d'un plan incliné de 231 m. Et était vidée du haut de 40 m et exploitée en séries successives de six wagons, trois chargés de descendre et trois vides à la remontée. 
Au pied du plan incliné, les lignes ramifiées, certaines reliées au dépôt souterrain, tandis que d'autres reliaient par l'intermédiaire de ponts métalliques, les principales lignes. Le minerai pris des lignes auxiliaires vers les principales était poussé par six ou sept hommes, car il n'y avait pas de moteurs au bas du plan incliné. 
Dans le cadre des principaux accès des lignes ont été les tunnels. Les wagons étaient remplis de minerai, ensuite, une fois encore poussés à la main, à la jetée. La distance était de 166 m. Quatre hommes étaient à la trémie et un à l'extérieur. 
La dernière partie du voyage par voie terrestre était à travers un grand pont métallique (sur rails pont cantilever) à plus de 70 m de la mer et 14 m au-dessus d’elle. Il a été construit par Miravalles Cantilever qui construit des ponts dans toute l'Espagne (voir les lignes Bédar et Almagrera). Le pont avait quatre lignes, deux dans chaque sens. À la fin des chutes déchargeaient le minerai directement dans la cale du navire.

## Traction
À l'instar de la Great Southern Of Spain Railway (GSSR), l'eau a été un gros problème en raison d'impuretés provoquant des blocages au niveau des tubes de la chaudière. Toutefois, la Compagnie minière de la Sierra Alhamilla (CMSA) a l'avantage qu'il avait plus de moteurs que nécessaires, de sorte qu'il pouvait se permettre d'avoir la moitié des moteurs en maintenance et l'autre moitié en état de marche. 
La ligne avait deux types de moteur à vapeur, 040s pour les travaux de mines et 064 ou 062s pour la ligne principale. 

## Les 4 moteurs de 040
Les deux premiers ont été construits par Sächsische Maschinenfabrik de Chemnitz. Ils ont été appelés Visto et Gracia respectivement, et ont été envoyés à la Compagnie minière de la Sierra Alhamilla (CMSA) à Lucainena de las Torres. Ils semblent avoir disparu sans laisser de trace. 
Les autres 040s ont été construits par Sharp-Stewart de Glasgow. En 1895 / 1896, ils ont reçu les noms Manuela et El Negro. Ils ont  plus tard été envoyés à la mine de Setares (Cantabria). 

## Les 3 moteurs 064 et les 2 moteurs 062s
L'entreprise britannique Nasmyth Wilson avait construit le premier des trois moteurs, appelé Lucainena, Nijar et Agua Amarga en 1895. Ils ont été numérotés 464-466. Ils avaient deux grandes citernes latérales, à l'avant du moteur. La cabine était vaste et contenait un bunker de charbon à l'arrière. Comme il n'y avait pas d’aiguillages sur la ligne, les trains ont toujours fonctionné de la même façon – tournés vers Lucainena de las Torres. Ainsi, dans un sens ils roulaient en marche arrière, ils ont agi comme le 460 ou le 260. 
En 1896, la flotte a été renforcée par un nouveau moteur de Hasslet, numéro de travaux 659. Il était de type 062T et on lui avait donné le nom de Carboneras (une ville de pêche proche). 
L'histoire de ce moteur n'a pas fini avec la fermeture de la ligne de Lucainena de las Torres. Il a ensuite été envoyé à la Hulleras de Riosa Société des Asturies. Il a ensuite transporté le charbon des mines à proximité de La Foz de l'aire de lavage de La Pereda. Il a été mis au rebut avant la fermeture de cette ligne en 1970. 

## A Free Railway In Spain R. S. Fraser
Une référence au dernier moteur Hunslet (le dernier utilisé) est dans un document de R.S. Fraser.
"A Free Railway In Spain"  
(Au cours des deux semaines de pérégrinations dans le nord de l'Espagne au cours de juin 1962, l'écrivain et ses deux amis, Geoff Hooper et Peter Pearce, ont découvert de nombreux industriels de chemin de fer précédemment inconnus des amateurs anglais.) 
"Permanent hors d'usage dans une voie d'évitement, nous avons trouvé un côté Henschel 0-4-0 et d'un réservoir hors-cadre Hunslet 0-6-2 côté réservoir (659 de 1896), ces derniers étant fournis à l'origine de la Sierra Alhamilla ligne dans le sud de Espagne ". 
Le texte suivant est une traduction de la part d'un site en espagnol sur la mine Riosa dans le nord de l'Espagne. Il traite également de la machine Hunslet. 
«Cette locomotive, de type 062 T, a été construite par Hunslet Moteurs en 1896 pour l'exploitation de chemin de fer Lucainena de las Torres, à Agua Amarga, à Almería. Il est arrivé à La Pereda, à la fin des années cinquante, mais on ne sait pas si elle a eu une autre utilisation après la fermeture de la ligne Lucainena de las Torres. Elle a été une très grande locomotive, avec un poids de 27 tonnes en service, et la dernière à être utilisé sur cette ligne. Au début, elle a été appelée Carboneras Riosa mais a été connu sous le nom de Mariona. Elle utilisait des engrenages Walschaerts. 
Il s'agit d'une machine trop large pour 750 mm de jauge, qui a provoqué souvent des renversements, mais sa taille lui permettait de développer une grande puissance. Elle avait un cadre extérieur et les roues ont été stables à l'extérieur de contrepoids. Sa cabine a subi une refonte complète pour tenir compte de la hauteur des tunnels. Toutefois, il y a eu au début des problèmes d’adhérence avec les roues. Le problème a été résolu avec de nouvelles bandes. 
Une autre machine 062 a été ajoutée en 1902. Elle a été construite en Écosse par Sharp-Stewart, qui a construit le 040. Elle a été achetée en raison de l'augmentation du trafic causé par l'exploitation de nouveaux filons. 
La machine de Sharp numéro 4924 a été la plus grande et plus puissante de toute la flotte. En fait, cette dimension supplémentaire a causé des problèmes car elle tendait à élargir l’amplitude de virages. Elle a été nommée Perelejos après la deuxième station sur la ligne. Plus tard, le nom a été changé à Rivas par l'un des directeurs de l'entreprise. Au cours des dernières années de la ligne, elle a été rarement utilisée en raison de son poids. Toutefois, elle a été connue pour avoir tiré 40 wagons de train, deux fois plus que la normale des trains. Elle a été peinte dans les mêmes couleurs que les 064's (rouge et noir). Les roues motrices d'un diamètre d'un peu moins de 0.8 m.

## Matériels roulants
La plupart des wagons étaient composés de wagons de minerai. Ils ont été assez basiques, en forme de boîte, avec des ouvertures à la fin plutôt que sur le côté, donc les ouvriers ont toujours eu les mêmes à Agua Amarga. Ils ont été peints en rouge et avec les emblèmes Compagnie minière de la Sierra Alhamilla (CMSA) sur le côté. La société a eu plus de 150 d'entre eux. Parce que la ligne principale, la baie de chargement de lignes et de l'extraction des lignes ont été tous de même gabarit (750 mm), les wagons pouvaient être utilisés presque partout. 
Il y avait deux « wagons voitures ». L'un était pour le personnel, l'autre a été utilisé pour aller à la corrida. 
Tout le matériel roulant avait un seul tampon central. 
Le chemin de fer a également eu un « wagon plate-forme » qui a été utilisé pour des transports  spéciaux de marchandises. 
Le dernier tronçon de la ligne de Agua Amarga à la jetée a été, toutefois, différent. La jauge a été de 600 mm et les camions, actionnés manuellement, avec des freins à main. 